# Redžep Hodžić
Redžep Hodžić (* 27. Dezember 1994) ist ein serbischer Biathlet.
Redžep Hodžić startet für den SK Revuša. Erste internationale Meisterschaft wurden die Biathlon-Juniorenweltmeisterschaften 2011 in Nové Město na Moravě, wo er 100. des Einzels wurde. 2012 war in Kontiolahti ein 82. Rang im Einzel bestes Ergebnis, 2013 Platz 85 in Einzel von Obertilliach. Bei den Juniorenrennen der Biathlon-Europameisterschaften 2012 in Osrblie kam Hodžić im Einzel auf Platz 59, 2014 in Nové Město auf Rang 70 im Einzel und 75 im Sprint.
Sein Debüt bei den Männern gab Avdić 2010 in Martell in einem Einzel, das er jedoch nicht beendete. Beim zweiten Rennen, einem Sprint, wurde er disqualifiziert. Kurz darauf konnte er sich in Obertilliach als 172. erstmals platzieren. Im weiteren Saisonverlauf erreichte er als 93. eines Sprints in Osrblie eine erste Platzierung unter den besten 100. Bestes Ergebnis in der Rennserie wurde ein 74. Rang in Martell im Jahr 2014. Bei den Europameisterschaften 2014 wurde Hodžić erstmals in die Männerstaffel berufen und an der Seite von Damir Rastić, Dženis Avdić und Nedim Mehmedbasić 20.